# José Agustín Millán
José Agustín Millán, né en Espagne au début du XIXe siècle et mort à La Havane après 1863, est un écrivain, dramaturge et journaliste cubain.